# Frankfurter Allgemeine Zeitung
Frankfurter Allgemeine Zeitung (tiếng Đức: [ˈfʁaŋkfʊʁtɐ alɡəˈmaɪnə ˈtsaɪtʊŋ]), viết tắt FAZ, là một tờ báo Đức trung hữu, tự do-bảo thủ được thành lập năm 1949. Nó được xuất bản hàng ngày ở Frankfurt am Main. Ấn bản chủ nhật của nó là Frankfurter Allgemeine Sonntagszeitung (FAS).
F.A.Z. có mạng lưới phóng viên riêng của mình. Chính sách biên tập của nó không phải được quyết định bởi một biên tập viên duy nhất, nhưng là một sự hợp tác của năm biên tập viên. Đây là tờ báo tiếng Đức với lượng phát hành rộng nhất ở nước ngoài, các biên tập viên cho biết báo được gởi đến 148 nước.